# Eliea
Eliea (ou Eliaea) é um género botânico pertencente à família Hypericaceae.

## Espécies
- Eliaea articulata
- Eliaea brevistyla
- Eliaea majorifolia

## Nome e referências
Eliea  ( ou Eliaea ) Cambess.